# 보은삼산초등학교
보은삼산초등학교는 대한민국 충청북도 보은군에 있는 공립 초등학교이다.

## 학교 연혁
- 1909년 9월 1일 사립완명학교 개교
- 1911년 6월 1일 보은공립보통학교 개교
- 1938년 4월 1일 보은제2공립심상소학교로 개칭
- 1941년 4월 1일 보은삼산공립국민학교로 개칭
- 1972년 8월 30일 강당 신축
- 1996년 3월 1일 보은삼산초등학교로 개칭
- 1999년 9월 1일 중초분교장 통합
- 2001년 12월 30일 급식실 신축
- 2004년 12월 14일 다목적실(삼산관) 및 학교숲 준공
- 2007년 9월 7일 발명교실 리모델링
- 2008년 12월 17일 영어거점센터 리모델링
- 2009년 5월 23일 개교 100주년 기념식, 사료관 개관
- 2009년 9월 6일 급식실 증축
- 2021년 3월 17일 맘껏실컷 놀이터 ‘빙빙도넛’ 준공
- 2024년 1월 5일 제111회 졸업식 (48명 졸업, 총 18,136명)
- 2024년 3월 1일 14학급 편성(특수학급 2반 포함)

## 참고 자료
- 보은삼산초등학교 - 한국교육학술정보원 학교알리미